# Moritz Auffenberg von Komarów
Moritz Auffenberg von Komarów németül: Moritz Freiherr von Auffenberg, Graf von Komarów (Troppau, Csehország, 1852. május 22. – Bécs, 1928. május 18.) a Császári és Királyi Haderő gyalogsági tábornoka, majd az Osztrák–Magyar Monarchia hadügyminisztere volt. Az első világháború kitörésekor a 4. hadsereg vezetésével bízták meg. Franz Conrad von Hötzendorf vezérkari főnök parancsát követve az addig sikeres Auffenberg jelentős veszteségeket szenvedett. Hötzendorf a saját hibáját Auffenbergre hárította, akit ezért eltávolítottak 4. hadsereg éléről. 1915-ben korrupcióval gyanúsították meg. Bár az ellene indított eljárás végén felmentették, de az ügy véget vetett katonai karrierjének. 1928. május 18-án hunyt el Bécsben.

## Élete

### Ifjúkora
Moritz Auffenberg von Komarów a sziléziai Troppau (ma Opava) városában született 1852. május 22-én. Születésétől megillette a lovagi (Ritter) rang. A hadsereghez 19 éves korában csatlakozott és a 28. gyalogezredhez osztották be, hadnagyi rendfokozatban.

### Katonai szolgálata
1893-ban ezredesi rangban a 23. gyalogezred parancsnoka. 1900-ban vezérőrnaggyá léptették elő és kinevezték a 65. gyalogezred parancsnokává. 1905-ben altábornaggyá léptették elő, és az agrami 36. gyalogos hadosztály parancsnoki tisztével bízták meg. 1907-ben a tisztképző iskolák főfelügyelőjévé nevezték ki. 1909 októberétől a 15. hadosztály parancsnoki feladatait látta el. Ezt a pozíciót 1911 szeptemberéig látta el. Helyét ekkor Michael Edler von Appel vette át.
Auffenberget 1910-ben gyalogsági tábornokká léptették elő. 1911-ben hadügyminiszterré nevezték ki Franz von Schönaich utódjaként. Ezt a megbízatást egy évig töltötte be, ennek során a katonai költségvetés összegét jelentősen megnövelte a Škodától való tüzérségi megrendelések következtében. Utóda Alexander von Krobatin lett. Auffenberg leváltásához I. Ferenc Józseffel való feszült kapcsolata vezetett, melyet különösen szövetségese, Conrad tábornok egy évvel korábbi, hasonló okokból történt eltávolítása erősített fel.
Ezt követően a Császári és Királyi Haderő főfelügyelője lett. Az első világháború kitörésekor a 4. hadsereg parancsnoka volt. 1914 augusztusában csapatai előrenyomultak Galíciában. Auffenberg elfoglalta Komarówot és közel állt ahhoz, hogy az orosz 5. hadsereget oldalba támadja. Ekkor Franz Conrad von Hötzendorf utasította, hogy forduljon vissza déli irányba és siessen a 3. hadsereg segítségére. Hötzendorf parancsát követve, bár azzal nem értett egyet, rés nyílt az 1. és a 4. hadsereg között, melyet az orosz 5. hadsereg azonnal kihasznált. Bár Auffenberg elkerülte a teljes bekerítést, azonban a rawai csata és a hosszú visszavonulás során jelentős veszteséget szenvedett. A kialakult helyzet gyakorlatilag Hötzendorf hibája volt, azonban ő a felelősséget Auffenbergre hárította, így 1914. szeptember 30-án eltávolították a 4. hadsereg éléről.
1915. április 22-én a császár osztrák bárói (Freiherr) címet adományozott neki, és Komarów grófjává emelte. Ekkor vette fel a von Komarów nemesi utónevet. 1915. május 28-án politikai bűncselekmény elkövetésének vádjával letartóztatták. Christian Frech szerint Auffenberg beszélt egy barátjának a Škodától való tüzérségi megrendelésekről, és ő ennek hatására Škoda-részvényeket vásárolt haszonszerzés céljából. Az eljárás végén nem találták bűnösnek, de az ügy gyakorlatilag véget vetett katonai karrierjének. Auffenberg 1920-ban tette közzé emlékiratait „Aus Österreich Ungarns Teilnahme am Weltkrieg” címmel. 1921-ben pedig Münchenben kiadatta az „Aus Österreichs Höhe und Niedergang –Eine Lebensschilderung” című könyvét. 1928. május 18-án hunyt el Bécsben.